# Thiên hà xoắn ốc Magellanic

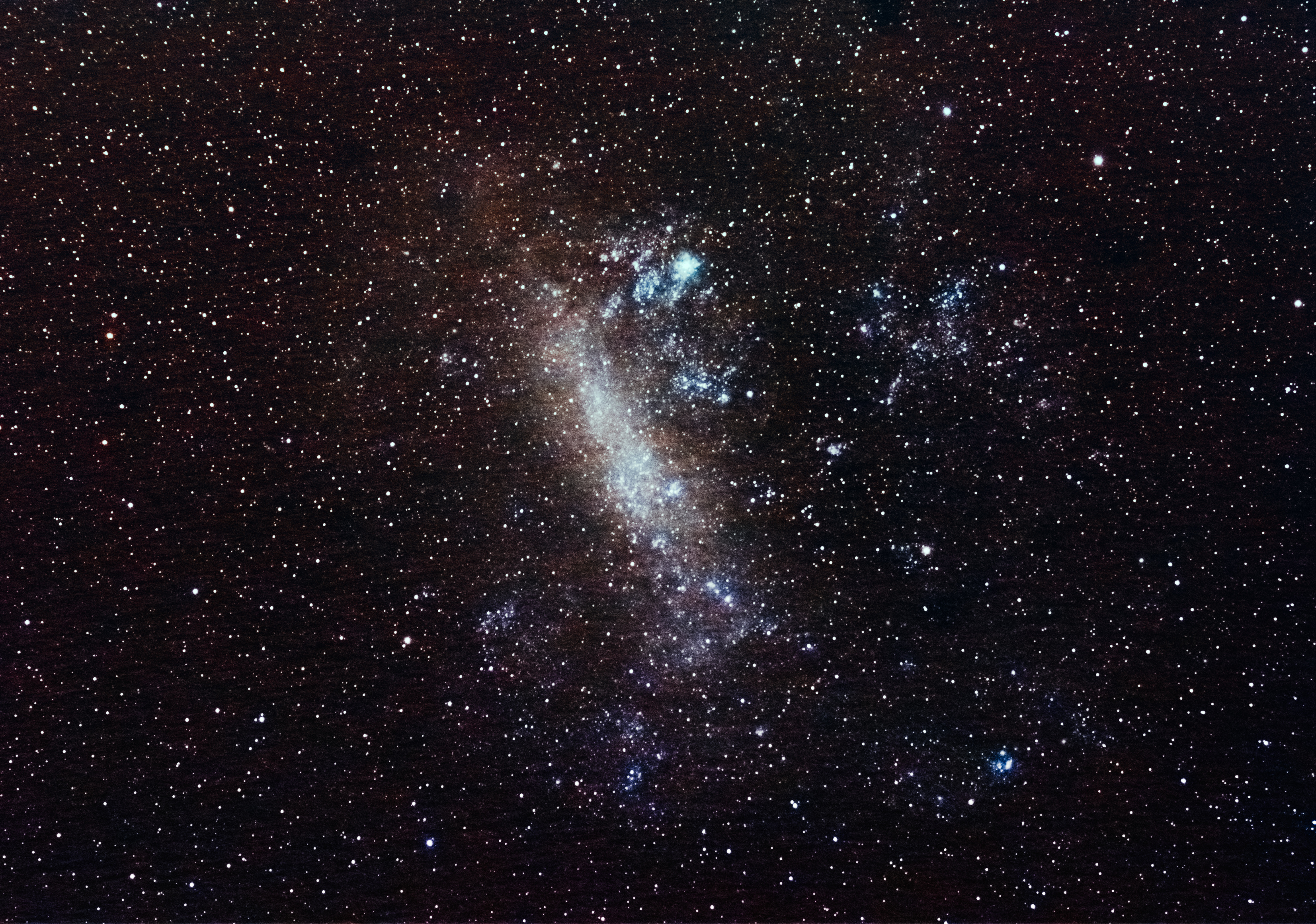
Đám mây Magellan Lớn, nguyên mẫu của các thiên hà Magellanic

Các thiên hà xoắn ốc Magellanic (thường) là các thiên hà lùn thuộc phân loại Sm (và SAm, SBm, SABm). Chúng là các thiên hà với một nhánh xoắn ốc đơn lẻ, được đặt tên theo nguyên mẫu của chúng, Đám mây Magellan Lớn, một thiên hà thuộc loại SBm. Chúng có thể được coi là dạng trung gian giữa các thiên hà xoắn ốc lùn và các thiên hà vô định hình.

## Các loại thiên hà xoắn ốc Magellanic
Các thiên hà SAm là một tiểu loại của thiên hà xoắn ốc không có thanh, trong khi SBm là một tiểu loại của thiên hà xoắn ốc có thanh. SABm là một tiểu loại của thiên hà xoắn ốc trung gian.
Các thiên hà loại Sm và Im cũng đã được phân loại là thiên hà vô định hình có một số cấu trúc (loại Irr-1). Các thiên hà Sm thường bị đứt gãy và không đối xứng. Các thiên hà dSm là các thiên hà xoắn ốc lùn hoặc thiên hà vô định hình lùn, tùy vào sơ đồ hệ thống phân loại.
Phân loại xoắn ốc Magellanic được đề xuất bởi nhà thiên văn học Pháp Gerard de Vaucouleurs, cùng với loại vô định hình Magellanic (Im), khi ông cải tiến hệ thống phân loại Hubble cho các thiên hà.

## Danh sách

### Có thanh (SBm)
- Đám mây Magellan Lớn (LMC [nguyên mẫu])
- Đám Mây Magellan Nhỏ (SMC)
- NGC 1311[3]
- NGC 4618[4]
- NGC 4236
- NGC 55
- NGC 4214
- NGC 3109
- IC 4710

### Trung gian (SABm)
- NGC 4625
- NGC 5713

### Không có thanh (SAm)
- NGC 5204[5]
- NGC 2552